# Ali Mehmedi
Ali Mehmedi (Tirana, 15 gennaio 1966) è un ex calciatore albanese, di ruolo difensore.